# دير الغزالي

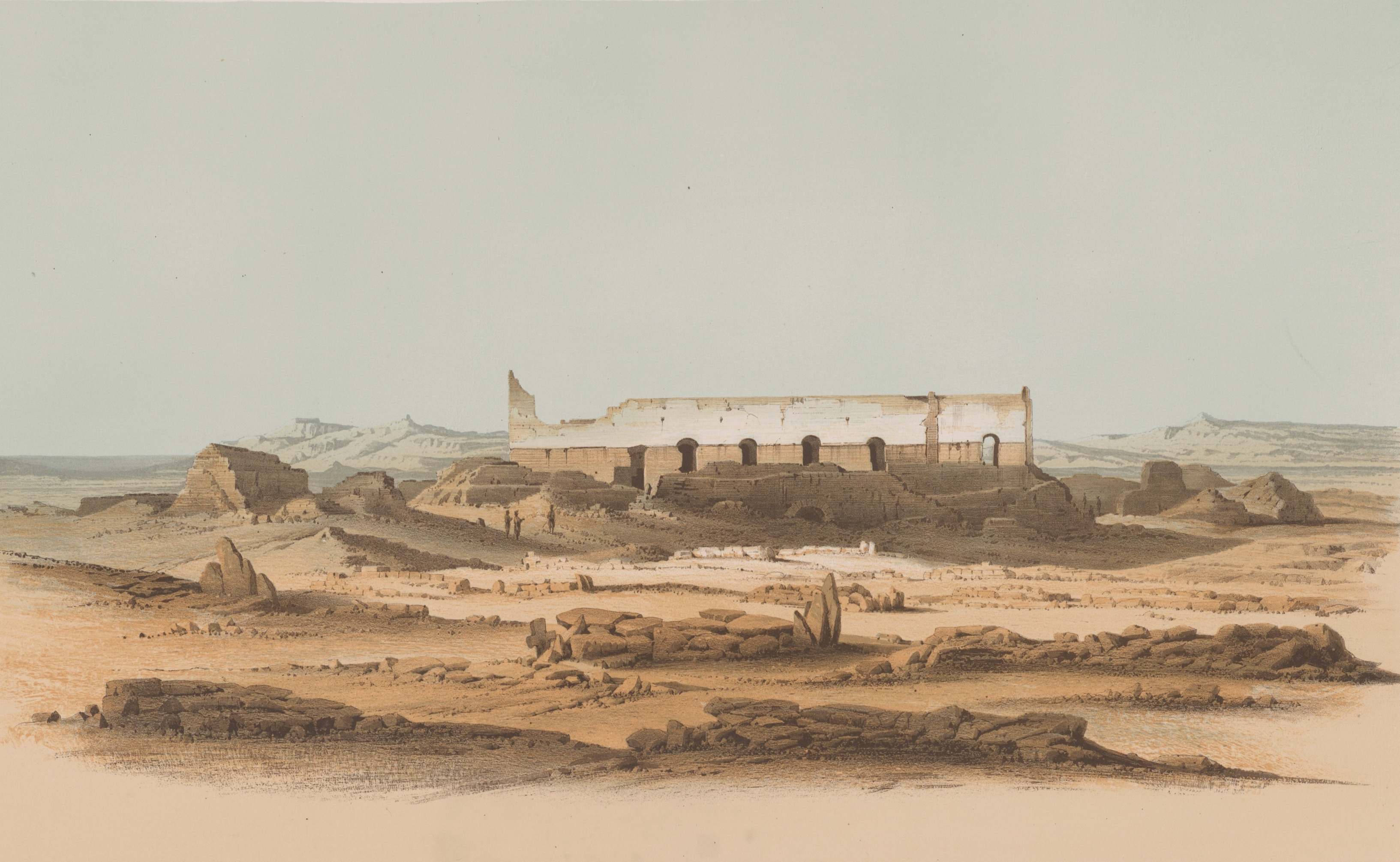
بقايا دير الغزالي في لوحة رسمها كارل ريتشارد لبسيوس في منتصف القرن التاسع عشر

دير الغزالي هو دير مسيحي من العصور الوسطى في صحراء بيوضة في شمال السودان. من المحتمل أن يكون قد أسسه الملك ميركوريوس ملك مملكة المقرة في أواخر القرن السابع، واستمر العمل به حتى القرن الثالث عشر.

## البحوث الأثرية
زار جميع المسافرين المشهورين تقريبًا الموقع في القرن التاسع عشر، وبدأت الحفريات الأولى في الخمسينيات من القرن الماضي. من عام 2012 إلى عام 2018 قام فريق من علماء الآثار البولنديين من المركز البولندي لآثار البحر الأبيض المتوسط بجامعة وارسو بقيادة أرتور أوبوسكي وبالتعاون مع الهيئة الوطنية للآثار والمتاحف في السودان بعملية بحث وتنقيب في الموقع، وفي نفس الوقت كانت الاستعدادات قائمة لفتح الموقع للزوار.

## الوصف
بصرف النظر عن الدير الذي يعد المعلم الأبرز في الموقع، فقد عثر على بقايا مستوطنة ومقابر وأماكن لتشكيل المعادن فيها أفران لصهر الحديد، وقد وفرت هذه الإكتشافات معلومات إضافية عن الحياة اليومية للرهبان في الدير.

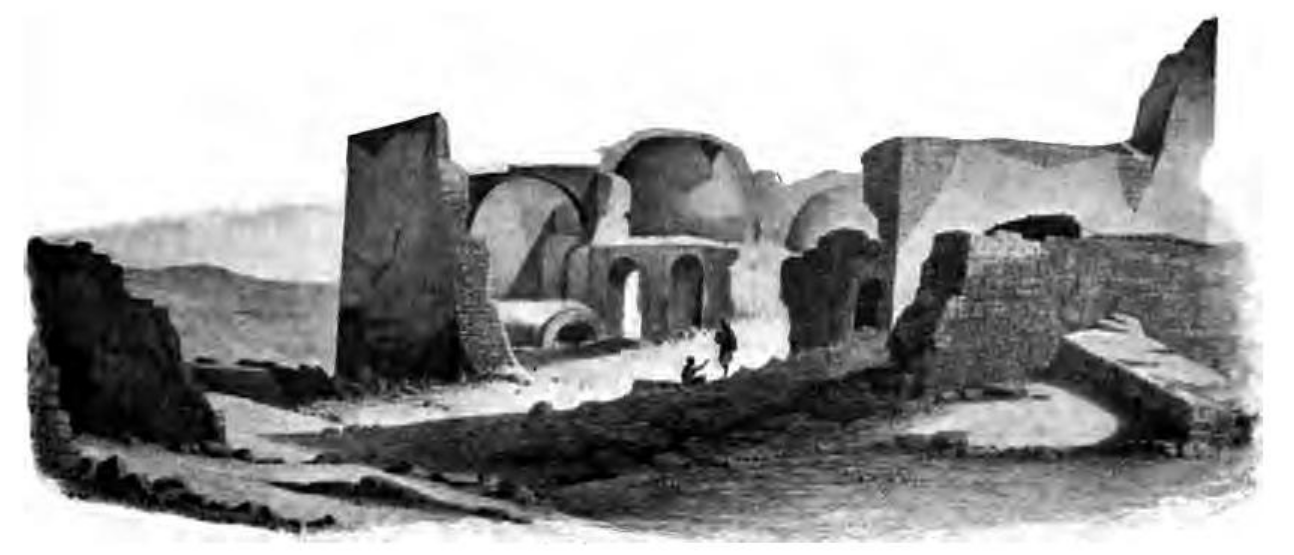
أنقاض عثر عليها في الموقع عام 1905

ذكر العديد من المسافرين في القرن التاسع عشر عن وجود كنيسة شمالية ذات تصميم بازيليكي، وتم التنقيب عنها لأول مرة بواسطة بعثة بيتر شيني الاستكشافية، وكانت كنيسة نموذجية مثل باقي الكنائس في مملكة المقرة. بينما بنيت الكنيسة الجنوبية الأصغر بالكامل من الطوب.
يضم الدير أيضًا العديد من الأبنية الأخرى التي استخدمت لوظائف مختلفة، وهناك مبنى قائم بذاته ضم في البداية 6 مهاجع وتوسع لاحقًا ليضم 12 مهجعًا، كانت غرف النوم صغيرة تبلغ مساحتها حوالي 20 مترًا مربعًا، كما عثر على بقايا سلم يشير إلى وجود طابق ثانٍ للدير، وعثر على غرفة طعام ومعدات لإنتاج الغذاء مثل مطحنة ومعصرة زيت. عثر أيضًا على أدلة تشير إلى وجود حركة نشطة للحجاج في المنطقة.